# (1273) Helma
(1273) Helma est un astéroïde de la ceinture principale découvert le 8 août 1932 par l'astronome allemand Karl Wilhelm Reinmuth. Le lieu de découverte est Heidelberg (024). Sa désignation provisoire était 1932 PF.